# Tipula (Emodotipula) stylostena
Tipula (Emodotipula) stylostena is een tweevleugelige uit de familie langpootmuggen (Tipulidae). De soort komt voor in het Oriëntaals gebied.